# Големият град на Грийнс
„Големият град на Грийнс“ (на английски: Big City Greens) е американски анимационен сериал, създаден от Братята Хаутън, който се излъчва премиерно по Disney Channel на 18 юни 2018 г. В сериала озвучават Крис Хаутън, Марийв Херингтън, Боб Джолс, Артемис Пебдани, Зино Робинсън и Уенди Маклендън-Коуви.

## В България
В България сериалът започва излъчване по локалната версия на Дисни Ченъл с дублаж на български език, записан в Доли Медия Студио. Ролите се озвучават от Елена Бойчева, Йоанна Микова, Мина Костова, Константин Каракостов, Росен Плосков и Иля Пепеланов.